# Novi Dvori
Novi Dvori är ett slott i Kroatien.   Det ligger i länet Zagrebs län, i den norra delen av landet, 15 km väster om huvudstaden Zagreb. Novi Dvori ligger 136 meter över havet.
Terrängen runt Novi Dvori är platt västerut, men österut är den kuperad. Runt Novi Dvori är det ganska glesbefolkat, med 36 invånare per kvadratkilometer. Närmaste större samhälle är Zagreb - Centar, 15,0 km öster om Novi Dvori. Omgivningarna runt Novi Dvori är en mosaik av jordbruksmark och naturlig växtlighet.